# Allomyces
Genre
Allomyces est un genre de champignons chytridés de la famille des Blastocladiaceae.
Il a été décrit par le mycologue anglais Edwin John Butler en 1911.
Les espèces de ce genre ont un thalle polycentrique et une reproduction asexuée par zoospores qui ont un flagelle en forme de fouet.

## Habitats
Les espèces d'Allomyces sont pour la plupart trouvées dans les sols tropicaux et/ou sont communes dans l'eau de mares, de rizières ou de cours d'eau à courant lents

## Espèces
- Allomyces anomalus
- Allomyces arbusculus
- Allomyces attomyces
- Allomyces catenoides
- Allomyces cystogenus
- Allomyces javanicus
- Allomyces kniepii
- Allomyces macrogynus
- Allomyces moniliformis
- Allomyces neomoniliformis
- Allomyces reticulatus
- Allomyces strangulata

Selon ITIS :
- Allomyces arbuscula E. J. Butler

mais aussi:
- Allomyces macrogynus

## Génétique
Selon Bouzid Nasraoui, université virtuelle de Tunis:
- Allomyces javanicus: 14 chromosomes
- Allomyces arbuscula: 16 chromosomes